# Апмінстер-брідж (станція метро)
51°33′29″ пн. ш. 0°14′03″ сх. д. / 51.558056° пн. ш. 0.234167° сх. д.
Апмінстер-брідж (англ. Upminster Bridge) — станція лінії Дистрикт Лондонського метрополітену. Станція знаходиться у районі Апмінстер-брідж, боро Гейверінг, Великий Лондон, у 6-й тарифній зоні, між метростанціями Горнчерч та Апмінстер. В 2017 році пасажирообіг станції — 1.15 млн пасажирів
Конструкція станції — наземна відкрита з однією острівною платформою.

## Історія
- 17. грудня 1934 — відкриття станції у складі London, Tilbury and Southend Railway, але з обслуговуванням трафіку лінії Дистрикт.

## Пересадки
- На автобуси London Buses маршрутів 248, 370
- Ensignbus маршрутів 26

## Послуги
| Попередня станція | Лінія | Лінія                           | Лінія | Наступна станція |
| ----------------- | ----- | ------------------------------- | ----- | ---------------- |
| Горнчерч          |       | Лондонське метро Лінія Дистрикт |       | Апмінстер        |